# USS Kula Gulf (CVE-108)
USS Kula Gulf (CVE-108) là một tàu sân bay hộ tống lớp Commencement Bay được Hải quân Hoa Kỳ chế tạo trong Chiến tranh Thế giới thứ hai. Nó là chiếc tàu chiến duy nhất của Hải quân Mỹ được đặt theo vịnh Kula tại quần đảo Solomon, nơi diễn ra các trận hải chiến trong Chiến dịch quần đảo Solomon. Chỉ hoàn tất khi Thế Chiến II ở vào giai đoạn kết thúc, con tàu chỉ hoạt động trong ít lâu, nhưng tiếp tục phục vụ sau đó trong Chiến tranh Triều Tiên trong vai trò vận chuyển máy bay, huấn luyện và chống tàu ngầm. Xuất biên chế và được xếp lại lớp như một tàu vận chuyển máy bay AKV-8 vào năm 1959, nó lại nhập biên chế và phục vụ trong Chiến tranh Việt Nam cho đến năm 1969. Con tàu rút đăng bạ năm 1970 và bị bán để tháo dỡ năm 1971.

## Thiết kế và chế tạo
Nguyên dự định mang tên Vermillion Bay, nó được đổi tên thành Kula Gulf vào ngày 6 tháng 11 năm 1943 trước khi được đặt lườn tại xưởng tàu của hãng Todd Pacific Shipyards ở Tacoma, Washington vào ngày 16 tháng 12 năm 1943. Nó được hạ thủy vào ngày 15 tháng 8 năm 1944; được đỡ đầu bởi cô Dorothy Mott, và nhập biên chế vào ngày 12 tháng 5 năm 1945 dưới quyền chỉ huy của Hạm trưởng, Đại tá Hải quân J. W. King.

## Lịch sử hoạt động

### Thế Chiến II
Sau khi hoàn tất chạy thử máy và huấn luyện hoạt động tàu sân bay ban đêm ngoài khơi vùng bờ Tây, Kula Gulf khởi hành từ San Diego vào ngày 5 tháng 8, 1945 để hoạt động cùng Đệ Thất hạm đội tại khu vực Tây Thái Bình Dương. Đi ngang qua Trân Châu Cảng và quần đảo Marshall, nó đi đến vịnh Leyte, Philippines vào ngày 14 tháng 9, và trong hai tháng tiếp theo đã tuần tra trong khu vực biển Hoa Đông ngoài khơi Okinawa và vận chuyển máy bay giữa Saipan và Guam. Được điều động tham gia Chiến dịch Magic Carpet, nó rời Guam vào ngày 17 tháng 11 với 600 cựu chiến binh trên tàu để được vận chuyển hồi hương, về đến San Francisco vào ngày 4 tháng 12. Từ ngày 10 tháng 12, 1945 đến ngày 10 tháng 1, 1946, nó quay trở lại khu vực Viễn Đông, và sau khi đón lên tàu 1.520 cựu chiến binh từ Thiên Tân và Thanh Đảo, Trung Quốc, nó lên đường quay trở về vùng bờ Tây, về đến San Diego vào ngày 26 tháng 1.
Đến ngày 26 tháng 2, Kula Gulf khởi hành từ San Francisco để chuyển sang vùng bờ Đông, băng qua kênh đào Panama và đi đến Norfolk, Virginia vào ngày 16 tháng 3. Con tàu được cho xuất biên chế tại Boston, Massachusetts vào ngày 3 tháng 7, 1946, và được đưa về Hạm đội Dự bị Đại Tây Dương.

### Chiến tranh Triều Tiên
Sự kiện chiến tranh bùng nổ tại Triều Tiên vào tháng 6, 1950 đã khiến Hải quân Hoa Kỳ thiếu hụt một số lượng lớn tàu chiến hoạt động, nên Kula Gulf được cho nhập biên chế trở lại tại Boston vào ngày 15 tháng 2, 1951, dưới quyền chỉ huy của Hạm trưởng, Đại tá Hải quân Alden D. Schwarz. Sau khi hoàn tất chạy thử máy ngoài khơi vịnh Guantánamo, Cuba, nó khởi hành từ Norfolk vào ngày 6 tháng 8, vận chuyển một chuyến hàng máy bay sang Casablanca, Morocco. Quay trở về Norfolk vào ngày 1 tháng 9, nó trải qua hơn một năm tiếp theo huấn luyện phi công máy bay trực thăng, thực hành chống tàu ngầm và các phi đội tiêm kích để tăng cường cho lực lượng Hoa Kỳ chiến đấu tại Triều Tiên.
Vào tháng 5, 1952, Kula Gulf hỗ trợ cho cuộc cơ động máy bay trực thăng của Thủy quân Lục chiến tại đảo Vieques, Puerto Rico; và sang tháng 10, nó phục vụ hộ tống chống tàu ngầm cho các tàu vận chuyển binh lính đi Labrador. Sau khi được nâng cấp hiện đại hóa từ tháng 1 đến tháng 7, 1953, nó tiếp nối các cuộc thực tập chống tàu ngầm tại vùng biển Caribe và dọc theo bờ biển Đại Tây Dương.
Từ năm 1953 đến năm 1955, Kula Gulf đã giúp hoàn thiện kỹ thuật chống tàu ngầm khi tham gia các cuộc thực tập tìm-diệt cùng các tàu chiến khác của Hạm đội Đại Tây Dương, giúp phát triển các chiến thuật chống tàu ngầm hiệu quả hơn. Nó cũng cộng tác trong việc hoàn thiện chiến thuật máy bay trực thăng trong hoạt động tấn công và đổ bộ, vốn đóng một vai trò quan trọng trong chiến tranh chống du kích Cộng Sản tại Đông Nam Á. Chiếc tàu sân bay đã hỗ trợ cho các cuộc thực tập đổ bộ đường không của Thủy quân Lục chiến tại đảo Vieques từ tháng 2 đến tháng 4, 1955, và sau khi quay trở về Norfolk vào ngày 26 tháng 4, nó đi vào Xưởng hải quân Boston vào ngày 13 tháng 5, rồi vào Xưởng hải quân Philadelphia vào ngày 19 tháng 8 để chuẩn bị ngừng hoạt động. Kula Gulf xuất biên chế tại Philadelphia vào ngày 15 tháng 12, 1955, và được đưa về Hạm đội Dự bị Đại Tây Dương. Đang khi trong thành phần dự bị, nó được xếp lại lớp như một tàu chở máy bay với ký hiệu lườn AKV-8 vào ngày 7 tháng 5, 1959.

### Chiến tranh Việt Nam
Khi xung đột trong cuộc Chiến tranh Việt Nam ngày càng gia tăng, Hoa Kỳ phải mở rộng việc viện trợ quân sự cho chính phủ Việt Nam Cộng Hòa; và do nhu cầu cấp thiết này, Kula Gulf được chuyển sang dưới quyền Bộ chỉ huy Hải vận vào ngày 30 tháng 6, 1965 để sử dụng vào việc vận chuyển máy bay sang Nam Việt Nam. Vào mùa Hè năm 1965, nó vận chuyển máy bay trực thăng và binh lính thuộc Sư đoàn 1 Kỵ binh từ vùng bờ Đông sang Việt Nam; và nó tiếp nối hoạt động vận chuyển máy bay giữa các cảng vùng bờ Tây đến các căn cứ dọc bờ biển Việt Nam cho đến năm 1967.
Kula Gulf được cho xuất biên chế vào ngày 6 tháng 10, 1969. Tên nó được cho rút khỏi danh sách Đăng bạ Hải quân vào ngày 15 tháng 9, 1970, và con tàu bị tháo dỡ vào năm 1971.